# Kanton Olmeto
Der Kanton Olmeto war bis 2015 ein französischer Wahlkreis im Arrondissement Sartène, im Département Corse-du-Sud in der Region Korsika. Sein Hauptort war Olmeto.
Der Kanton war 123,55 km² groß und hatte 5076 Einwohner Stand: (1999).

## Gemeinden
| Gemeinde               | Einwohner | Code postal | Code Insee |
| ---------------------- | --------- | ----------- | ---------- |
| Arbellara              | 111       | 20110       | 2A018      |
| Fozzano                | 195       | 20143       | 2A118      |
| Olmeto                 | 1115      | 20113       | 2A189      |
| Propriano              | 3166      | 20110       | 2A249      |
| Santa-Maria-Figaniella | 72        | 20143       | 2A310      |
| Viggianello            | 417       | 20110       | 2A349      |